# Маряново (Пшасниський повіт)
Маряново (пол. Marianowo) — село в Польщі, у гміні Кшиновлоґа-Мала Пшасниського повіту Мазовецького воєводства.
Населення — 129 осіб (2011).
У 1975-1998 роках село належало до Остроленцького воєводства.

## Демографія
Демографічна структура станом на 31 березня 2011 року:
|          | Загалом | Допрацездатний вік | Працездатний вік | Постпрацездатний вік |
| -------- | ------- | ------------------ | ---------------- | -------------------- |
| Чоловіки | 69      | 21                 | 44               | 4                    |
| Жінки    | 60      | 15                 | 36               | 9                    |
| Разом    | 129     | 36                 | 80               | 13                   |